# دوستونبيك خامداموف
دوستونبيك خامداموف (24 يوليو 1996 بطشقند في أوزبكستان - ) هو لاعب كرة قدم أوزبكستاني في مركز الوسط في نادي باختاكور. شارك مع منتخب أوزبكستان تحت 17 سنة لكرة القدم ومنتخب أوزبكستان تحت 20 سنة لكرة القدم ومنتخب أوزبكستان لكرة القدم. أما مع النوادي، فقد لعب مع نادي بونيودكور ونادي باختاكور وأنجي محج قلعة ونادي النصر الإماراتي ونادي حتا ونادي السيلية.

## روابط خارجية
- دوستونبيك خامداموف على موقع الاتحاد الدولي (مؤرشف)  (الإنجليزية)
- دوستونبيك خامداموف على موقع إي إس بي إن إف سي (الإنجليزية)
- دوستونبيك خامداموف على موقع قاعدة بيانات كرة القدم.إي يو (الإنجليزية)
- دوستونبيك خامداموف على موقع ناشيونال فوتبول تيمز (الإنجليزية)
- دوستونبيك خامداموف على موقع Soccerbase.com (لاعب) (الإنجليزية)
- دوستونبيك خامداموف على موقع Soccerway.com (الإنجليزية)
- دوستونبيك خامداموف على موقع عالم كرة القدم.نت (الإنجليزية)